# Последний универсальный общий предок
После́дний универса́льный о́бщий пре́док (англ. last universal common ancestor, LUCA, или last universal ancestor, LUA) — древнейшая популяция организмов, от которой произошли все организмы, ныне живущие на Земле. Таким образом, LUCA является общим предком всей жизни на Земле. Последнего универсального общего предка не следует путать с первым живым организмом на Земле. Считается, что LUCA жил 3,48—4,28 миллиарда лет назад (в палеоархейскую эру), или, возможно, даже 4,5 млрд лет назад (в катархее). Ископаемых остатков LUCA не сохранилось, поэтому его можно изучать только путём сравнения геномов. С помощью этого метода в 2016 году был определён набор из 355 генов, точно имевшихся у LUCA.
Гипотеза о существовании последнего универсального общего предка была впервые предложена Чарльзом Дарвином в его книге «Происхождение видов» 1859 года.

## Свидетельства жизни на Земле
Древнейшими свидетельствами жизни на Земле являются биогенный графит, обнаруженный в метаморфизированных осадочных породах из Западной Гренландии возрастом 3,7 миллиарда лет, а также ископаемые остатки бактериальных матов, найденные в песчанике в Западной Австралии возрастом 3,48 миллиарда лет. В 2015 году было описано обнаружение углерода потенциально биогенного происхождения в древних камнях возрастом 4,1 миллиарда лет, однако эта находка может свидетельствовать о других, нежели принято считать сейчас, условиях на Земле в тот период и указывает на более раннее происхождение жизни. В 2017 году было опубликовано описание предполагаемых ископаемых остатков микроорганизмов возрастом по меньшей мере 3,77 миллиарда лет, а, возможно, и 4,28 миллиарда лет, из ржавчинных осадочных пород в Квебеке, Канада.

## Свойства
При помощи анализа предполагаемых потомков LUCA было показано, что он был маленьким одноклеточным организмом, вероятно, имевшим кольцевую ДНК, свободно плавающую в клетке, как у современных бактерий. Однако Карл Вёзе, который предложил трёхдоменную систему живого мира на основе последовательностей рРНК бактерий, архей и эукариот, утверждает, что LUCA был организован проще, чем предки трёх современных доменов жизни.
В то время как строение LUCA можно описать лишь в самых общих чертах, молекулярные механизмы его функционирования можно реконструировать более детально на основании свойств современных организмов.
Носителем наследственности у LUCA, скорее всего, была ДНК. Некоторые исследователи полагают, что ДНК у него могла отсутствовать, а его геном был представлен только РНК, что в частности подтверждается тем, что ДНК-полимеразы архей, бактерий и эукариот неродственны друг другу. Если ДНК имелась, то она состояла из тех же четырёх нуклеотидов (фосфорных эфиров дезоксиаденозина, дезоксицитидина, дезокситимидина и дезоксигуанозина), что и у современных организмов. Вторая цепь ДНК достраивалась матрицезависимым ферментом ДНК-полимеразой. Целостность ДНК поддерживалась группой ферментов, включая ДНК-топоизомеразу, ДНК-лигазу и прочие ферменты репарации ДНК. ДНК была защищена ДНК-связывающими белками наподобие гистонов. Генетический код состоял из трёхнуклеотидных кодонов, всего было возможно 64 различных кодона; поскольку для построения белков использовалось только 20 аминокислот, некоторые аминокислоты кодировались несколькими кодонами. Экспрессия генов осуществлялась через промежуточное образование одноцепочечной РНК. РНК синтезировалась ферментом ДНК-зависимой РНК-полимеразой с использованием рибонуклеотидов, похожих на нуклеотиды ДНК, за исключением тимидина, который в РНК замещён на уридин.
Гены экспрессировались в виде белков, собиравшихся из аминокислот посредством трансляции матричной РНК (мРНК) при помощи рибосом, транспортной РНК (тРНК) и группы других белков. Рибосомы состояли из двух субъединиц: 30S (малой) и 50S (большой). Каждая субъединица состояла из рибосомной РНК (рРНК), окружённой рибосомными белками. Оба типа молекул РНК (тРНК и рРНК) играли важную роль в каталитической активности рибосом. Для построения белков использовались только 20 аминокислот, причём исключительно их L-изомеры. В качестве энергоносителя использовались молекулы АТФ. Существовало несколько сотен белковых ферментов, которые катализировали химические реакции, высвобождающие энергию из жиров, сахаров и аминокислот, а также реакции биосинтеза жиров, сахаров, аминокислот и азотистых оснований, входящих в состав нуклеиновых кислот.
Клетка содержала цитоплазму, в основном состоящую из воды, которая была окружена мембраной, представленной липидным бислоем. Внутри клетки концентрация ионов натрия была ниже, а калия — выше, чем снаружи. Этот градиент поддерживался ионными каналами, также известными как ионные насосы. Клетка размножалась посредством дупликации содержимого перед делением. Для образования энергии клетка использовала хемиосмос. Она также образовывала CO2 и окисляла H2 (метаногенез или ацетогенез) через ацетильные тиоэфиры.
Клетка предположительно жила в глубоководных гидротермальных источниках, образуемых при взаимодействии морской воды с магмой под океанским дном.

## Гипотезы
В 1859 году Чарльз Дарвин опубликовал свою книгу «Происхождение видов», в которой дважды формулировал гипотезу, что все формы жизни на Земле имеют одного общего предка. Когда была высказана гипотеза LUCA, кладограммы, построенные на основе генетического расстояния между живущими видами, показали, что археи отделились от остальных форм жизни очень рано. Это утверждение было сформулировано на основе того, что археи, известные в то время, были очень устойчивы к экстремальным условиям внешней среды, таким как высокая солёность, температура и кислотность. Это натолкнуло некоторых учёных на мысль, что LUCA жил в местообитаниях, похожих на глубоководные гидротермальные источники. Однако в дальнейшем археи были обнаружены в менее враждебных средах, и сейчас считается, что они более родственны к эукариотам, чем бактерии, хотя многие детали неизвестны.
В 2010 году на основании последовательностей ДНК организмов различных доменов было установлено, что существовал единственный предок всего живого. Однако это не означает, что LUCA был единственным организмом тех древних времён: он был одним из нескольких ранних микробов. Однако из того, что наряду с используемыми всеми современными формами жизни несколькими нуклеотидами ДНК и РНК возможны и другие нуклеотиды, почти точно следует, что все организмы имеют одного общего предка. Невероятно, чтобы все организмы, произошедшие от разных предков, в которых органические молекулы объединились с образованием похожих на клетку структур, способных к горизонтальному переносу генов, не портили при этом гены друг друга, превращая их в некодирующие участки. Кроме того, химически возможно гораздо больше аминокислот, чем те, которые используются современными организмами для синтеза белка. Эти химические доказательства свидетельствуют, что от клеток LUCA произошли все остальные организмы, причём только потомки LUCA пережили палеоархейскую эру.
В 1998 году Карл Вёзе предположил, что LUCA не был одним-единственным организмом, и генетический материал всех ныне живущих организмов есть результат горизонтального переноса генов между сообществами древних микроорганизмов. На заре жизни родство было не таким линейным, как сейчас, потому что для появления современного генетического кода потребовалось время.
Учёные из Бристольского университета в Великобритании рассчитали, что общий предок всех современных представителей жизни на Земле (Last Universal Common Ancestor, LUCA), чьи следы сохранились в ДНК абсолютно всех ныне существующих организмов, жил у горячих источников на суше и был экстремофилом 4,52—4,47 млрд лет назад, ещё до того, как началась поздняя тяжелая бомбардировка Земли 3,9 млрд лет назад — вскоре после столкновения зародыша Земли с Тейей — «прабабушкой» Луны.

## Расположение корня
Согласно наиболее общепринятой точке зрения, корень древа жизни находится между монофилетическим доменом бактерий и кладой, образованной археями и эукариотами. Это древо считается традиционным древом жизни и основано на молекулярно-биологических исследованиях Карла Вёзе. Небольшое количество работ показало, что корень древа жизни лежит в домене бактерий, в типе Firmicutes или Chloroflexi, которые составляют базальную кладу по отношению к объединённой группе архей и эукариот, а также остальным бактериям. Эта гипотеза была предложена Томасом Кавалье-Смитом.
В работе 2016 года, выполненной Уильямом Мартином с соавторами, на основе секвенирования 6,1 миллиона белоккодирующих генов различных прокариот показано, что у LUCA имелись 355 из 286 514 изученных белковых кластеров. Согласно этим же данным, LUCA был анаэробным организмом, фиксирующим CO2, зависимым от H2, обладал путём Вуда — Льюнгдаля, был способен к фиксации N2 и термофильным. В качестве кофакторов он использовал переходные металлы, флавины, S-аденозилметионин, кофермент А, ферредоксин, молибдоптерин, коррины и селен. У него имели место модификации нуклеозидов и S-аденозилметионин-зависимое метилирование. Это исследование показало, что базальной группой бактерий, вероятнее всего, являются клостридии, базальной группой архей — метаногены, а LUCA обитал в анаэробных гидротермальных источниках в геохимически активной среде, обогащённой водородом, углекислым газом и железом.